# Hydrogonium javanicum
Hydrogonium javanicum là một loài Rêu trong họ Pottiaceae. Loài này được (Dozy & Molk.) Hilp. mô tả khoa học đầu tiên năm 1933.